# Пейнсвілл (Огайо)
Пейнсвілл (англ. Painesville) — місто (англ. city) в США, в окрузі Лейк штату Огайо. Населення — 20 312 особи (2020).

## Географія
Пейнсвілл розташований за координатами 41°43′25″ пн. ш. 81°15′12″ зх. д. / 41.72361° пн. ш. 81.25333° зх. д. (41.723707, -81.253414).  За даними Бюро перепису населення США в 2010 році місто мало площу 18,16 км², з яких 16,28 км² — суходіл та 1,88 км² — водойми.

## Демографія
Згідно з переписом 2010 року, у місті мешкали 19 563 особи в 7095 домогосподарствах у складі 4381 родини. Густота населення становила 1077 осіб/км².  Було 7867 помешкань (433/км²).
Расовий склад населення:
| - 68,2 % — білих - 13,1 % — чорних або афроамериканців - 0,8 % — азіатів - 0,3 % — корінних американців - 13,2 % — осіб інших рас |

До двох чи більше рас належало 4,5 %. Частка іспаномовних становила 22,0 % від усіх жителів.
За віковим діапазоном населення розподілялося таким чином: 28,3 % — особи молодші 18 років, 63,0 % — особи у віці 18—64 років, 8,7 % — особи у віці 65 років та старші. Медіана віку мешканця становила 30,2 року. На 100 осіб жіночої статі у місті припадало 101,2 чоловіків;  на 100 жінок у віці від 18 років та старших — 97,8 чоловіків також старших 18 років.
Середній дохід на одне домашнє господарство  становив 46 753 долари США (медіана — 33 210), а середній дохід на одну сім'ю — 54 466 доларів (медіана — 48 848). Медіана доходів становила 36 339 доларів для чоловіків та 32 744 долари для жінок. За межею бідності перебувало 23,0 % осіб, у тому числі 25,2 % дітей у віці до 18 років та 13,3 % осіб у віці 65 років та старших.
Цивільне працевлаштоване населення становило 8847 осіб. Основні галузі зайнятості: виробництво — 24,3 %, освіта, охорона здоров'я та соціальна допомога — 17,1 %, мистецтво, розваги та відпочинок — 11,9 %, науковці, спеціалісти, менеджери — 10,8 %.